# 于建嶸
于建嶸（う けんえい、英語: YU Jian-rong；ユ ジェンロン、1962年 - ）は、中華人民共和国の社会学者、政治学者。社会問題について積極的に発言している。

## 経歴
1962年、湖南省衡陽市生まれ。幼少時に文化大革命に遭う。父親が鎮圧対象とされたことから一家の戸籍が抹消され、そのため小学校から追い出された。1979年、湖南師範大学に入学。
卒業後は、「衡陽日報」に入って記者となった。しかしその後大学院へ入学し、華中師範大学中国農村問題研究センターの徐勇教授のもとで学び、2001年に博士号を取得した。同年9月、中国社会科学院で管理学のポスドクとして働いた。現在は、中国社会科学院農村発展センター研究員、教授、社会問題研究センター主任を務めている。

## 著作

### 著書
- 『岳村政治－転型期中国郷村政治結構的変遷－』商務印書館(北京), 2001年
- 『中国工人階級状況－安源実録－』2006年、明鏡出版社(ニューヨーク)
- 『中国当代農民の維権抗争－湖南衡陽考察－』中国文化出版社, 2007年
- 『抗争性政治：中国政治社会学基本問題』
- 『低層立場』
- 『声音博動中国』
- 『岳村政治－転型期中国郷村政治结構的変遷』
- 『漂移的社会－農民工張全収和他的事業』
- 『中国工人階級状况：安源実録』
- 『中国当代農民的維権抗争：湖南衡陽考察』

### 邦訳された著書
- 『移行期における中国郷村政治構造の変遷―岳村政治』于建嶸著・徐一睿訳・寺出道雄監修, 日本僑報社, 2012年 (ISBN 978-4-86185-119-3)

### 講演
- 社会安定のベースラインを守るために（1）
- 社会安定のベースラインを守るために（2）
- 社会安定のベースラインを守るために（3）
- 社会安定のベースラインを守るために（4）
- 社会安定のベースラインを守るために（5）
- 社会安定のベースラインを守るために（6）
- 社会安定のベースラインを守るために（7）
- 社会安定のベースラインを守るために（8）
- 社会安定のベースラインを守るために（9）
- 社会安定のベースラインを守るために（10・完）
- 中国における階級対立（1）
- 中国における階級対立（２）
- 中国民衆はなぜ不平を言うのか？
- 誰が下層青年のチャイナドリームを圧殺しているのか？（1）
- 誰が下層青年のチャイナドリームを圧殺しているのか？（2）
- 今後10年の中国の社会政治発展綱要（たたき台） (1/2)
- 今後10年の中国の社会政治発展綱要（たたき台） (2/2)